# Dustin Milligan

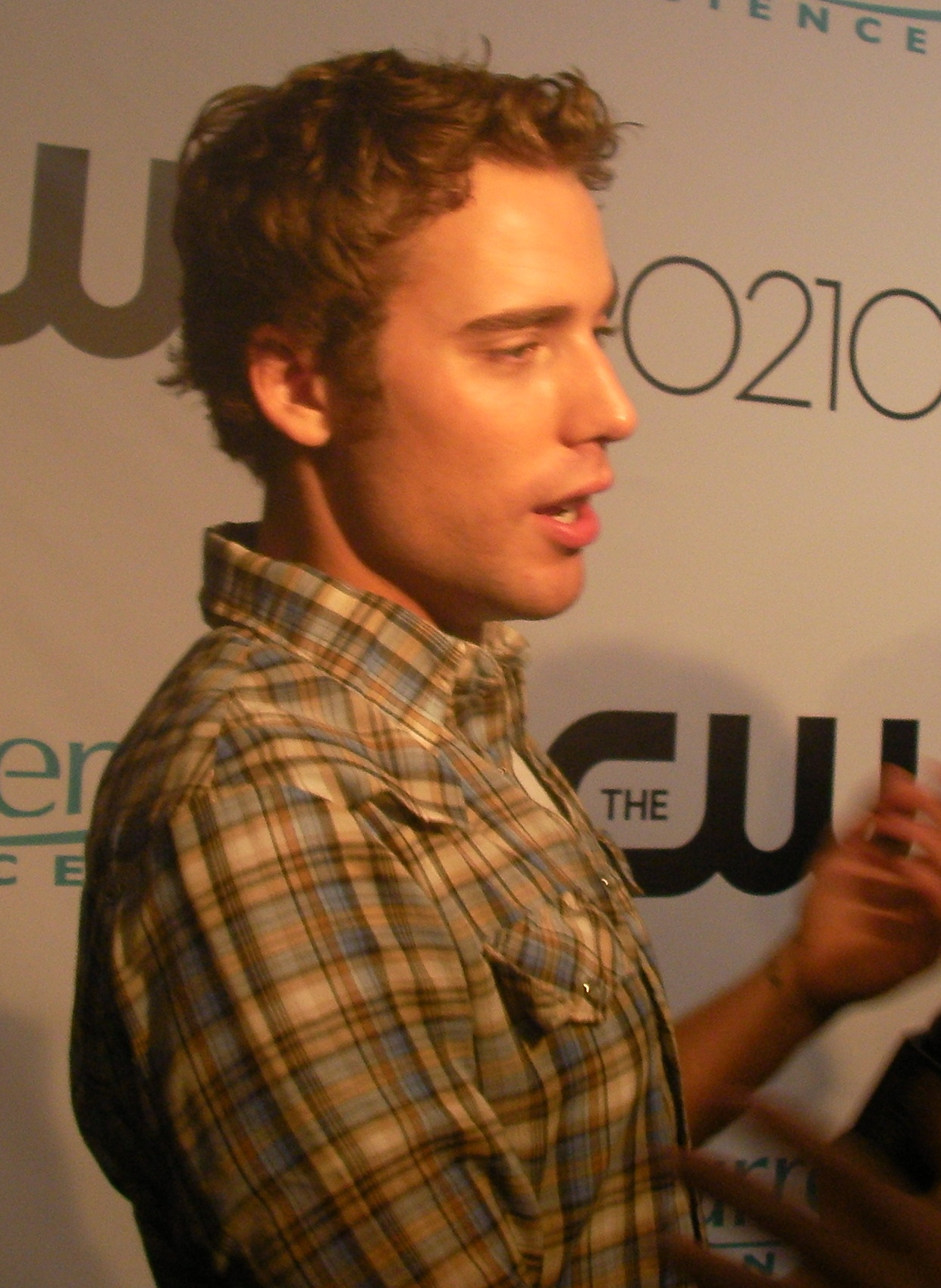
Milligan, 2008

Dustin Wallace Milligan (Yellowknife, 28 juli 1985) is een Canadees acteur.
Milligan maakte na enkele verschijningen in televisieseries en -films zijn debuut met een rol in de serie Runaway, die al snel weer werd stopgezet. Ook had hij bijrollen in bekende films, waaronder Final Destination 3 (2006), Slither (2006), The Butterfly Effect 2 (2006), In the Land of Women (2007) en The Messengers (2007).
Milligan is de eerste acteur die gecast werd in de televisieserie 90210. Sinds september 2008 speelt hij hierin de rol van Ethan Ward.

## Filmografie
- Biblioteca Nacional de España: XX5216619
- Bibliothèque nationale de France: cb16578869d (data)
- Gemeinsame Normdatei: 1025283341
- International Standard Name Identifier: 0000 0003 6671 9643
- Library of Congress Control Number: no2008139891
- Virtual International Authority File: 233203697
- WorldCat: E39PBJtMqdPyMWMDb4gxCMPxXd